# ناوگان دریایی هسته‌ای
ناوگان دریایی هسته‌ای، ناوگانی است که کشتی‌ها و زیردریایی‌های آن انرژی خود را از یک نیروگاه هسته‌ای کوچک در داخل خودشان تأمین‌می‌کنند. نیروگاه با گرم کردن آب، بخاری تولید می‌کند که حرکت پرفشار آن منجر به چرخش توربین و در نهایت چرخش پروانهٔ شناور شده یا برق لازم برای روشنایی و چرخش پروانه را فراهم‌می‌آورد. از این فناوری، بیشتر در ناوهای فوق‌سنگین هواپیمابر و رزم‌ناو استفاده شده‌است و تعداد کمی از ناوگان‌های تجاری از آن بهره‌مند هستند.
در مقایسه با کشتی‌های دارای سوخت فسیلی، شناورهای هسته‌ای امکان عملیات طولانی‌تر را بدون نیاز به سوختگیری در اختیار می‌گذارند حدود ۳ تا ۴ سال کل سوخت در داخل رآکتور هسته‌ای قرار گرفته و هیچ فضایی برای ذخیره و انباشت سوخت، مورد اشغال قرار نمی‌گیرد. همچنین نیازی به درنظرگیری فضا برای اگزوز و دودکش‌های تخلیه وجود ندارد. با این حال، علی‌رغم صرفه در هزینهٔ سوخت، هزینه‌های عملیاتی و راه‌اندازی بالا، مانع از به‌کارگیری این فناوری در ناوگان‌های غیرنظامی شده‌است.

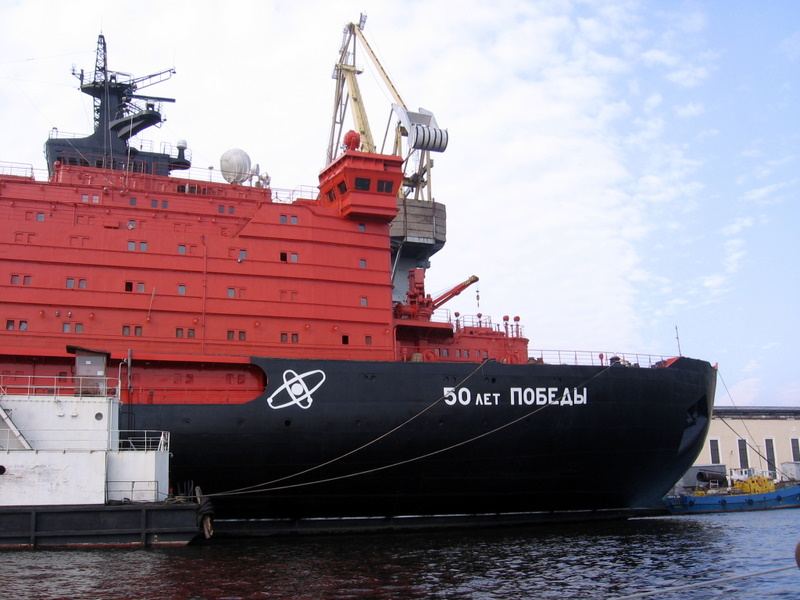
Arktika class NS 50 Let Pobedy از بزرگ‌ترین شناورهای به آب انداخته شده در سال ۲۰۰۷

## ساختار نیروگاه

### در ناوگان دریایی
رآکتورهای ناوگان دریایی از نوع آب فشرده هستند. نخستین چرخهٔ آب، گرمای حاصل از شکافتِ سوخت را به محفظهٔ مولد بخار (Steam generator)  منتقل می‌کند. آبِ نخستین چرخه تحت فشارهای بسیار بالا نگهداری می‌شود و علی‌رغم انجام عملیات در دمای ۲۵۰ تا ۳۰۰ درجهٔ سانتی‌گراد (۴۸۲ تا ۵۷۲ درجهٔ فارنهایت)، هرگز به جوش نمی‌آید. هرگونه آلودگی رادیواکتیو موجود در چرخهٔ اولیه، در همان چرخه محبوس می‌گردد. در آنجا آب توسط یک پمپ به گردش در می‌آید و احتمالاً در ناوگان‌های دریایی (با در نظرگیری فشار آب پایین) برای کاهش سروصدای حاصل از پمپ، این چرخه به صورت خودکار و بدون نیاز به پمپ عمل می‌کند.
اکنون آب گرم خارج شده از رآکتور، آب موجود در مولد بخار را گرم و در واقع باعث تولید بخار می‌شود. این بخار پس از خشک شدن، بر سر راه خود با پره‌های توربینِ ژنراتور برخورد کرده و آن را به گردش درمی‌آورد. سپس این بخار تحت فشار پایین و در کندانسور مجدداً خنک شده و به حالت مایع (آب) بر می‌گردد. آب هم دوباره به مولد بازگشته و چرخه را تکمیل‌می‌کند. هر گونه از دست رفتگی آب در این مرحله، با آب نمک زدایی شدهٔ دریا جایگزین می‌گردد.
پره‌های توربین به عنوان کاهندهٔ فشار بخار عمل می‌کنند و انرژی بخار، پره‌های توربین را به گردش درمی‌آورد. در این گونه سامانه‌ها اشکال مختلفی از توربین‌ها وجود دارد که در شکل گردش آنها تفاوت ایجاد می‌کند. در ساختار کلی شفت خروجی از توربین به جعبه دنده‌هایی متصل است که سرعت چرخش را کاهش داده و در نهایت با اتصال به پروانهٔ شناور موجب چرخش آن می‌شود. در بعضی از فرم‌ها، شفت توربین به یک مولد الکتریکی متصل می‌شود و این مولد با تولید برق، موتور مکانیکیِ شناور و در نهایت پروانه را به کار می‌اندازد. شناورهای روسی، آمریکایی و بریتانیایی از سامانه اولیه و تحریک مستقیم بهره می‌برند، درحالی‌که چینی‌ها و فرانسوی‌ها موتور شناورهایشان را به شیوهٔ انتقال الکتریکی می‌سازند.
بیشتر زیردریایی‌های هسته‌ای دارای یک رآکتور تک‌هسته‌ای هستند، اما زیردریایی‌های روسی دو هسته‌ای می‌باشند. اکثر ناوهای هواپیمابر آمریکایی دو رآکتوری هستند، اما یواس‌اس انترپرایز حامل یک رآکتور هشت‌هسته‌ای است. بیشتر رآکتورهای دریایی از نوع آب فشرده هستند، ولی در نیروی دریایی ایالات متحده و روسیه (شوروی) کشتی‌های جنگی با رآکتورهای سریع خنک‌شدهٔ فلز مایع طراحی کرده‌اند.

### در نیروگاه‌های زمینی
رآکتور نیروگاه‌های تجاریِ موجود در خشکی با رآکتور ناوگان‌های دریایی تفاوت دارد که در زیر به آن‌ها اشاره شده‌است:
رآکتورهای تجاری برای تولید انرژی الکتریکی به میزان دست‌کم ۱۶۰۰ مگاوات طراحی شده‌اند و این در حالیست که رآکتور ناوگان برای تولید مقداری پایین‌تر از ۱۰۰ مگاوات انرژی، ساخته‌می‌شود.
محدودیت‌های فضایی، رآکتورهای دریایی را ملزم به کوچکیِ اندازه و در عین حال حفظِ بازدهی می‌کند. این امر سبب فشار بیشتر بر اجزای مکانیکیِ رآکتور و نیروگاه می‌شود. از طرف دیگر این اجزا موظف به عملکرد در شرایط پیچیده‌ترِ دریایی، مثل نوساناتِ آبیِ دریا، پیچ و چرخش‌های ناگهانی یا برنامه‌ریزی‌شدهٔ شناور، لرزش‌ها و ارتعاشات و … هستند. این در حالیست که نیروگاه‌های زمینی با چنین چالش‌هایی روبه‌رو نیستند.
همچنین «سامانهٔ خودکارِ خاموشیِ رآکتور» (Shutdown Mechanisms) در نیروگاه دریایی نمی‌تواند مشابه با نیروگاهِ زمینی عمل کند. چون میله‌های کنترل (Control Rods) در نیروگاه‌های دریایی، مشابه با نوع زمینی آن‌ها نمی‌توانند با اتکا به نیروی جاذبه و به صورت عمودی در محفظهٔ سوخت قرار گرفته و سامانه را خاموش نمایند.
علاوه بر این محدودیت‌ها، بهره‌مندی از آب دریا در نیروگاه دریایی، علی‌رغم نمک‌زدایی آن، همواره مشکلات سایشی و خوردگیِ نمکی را به همراه دارد که هزینهٔ تعمیر و نگهداریِ ناوگان و نیروگاه را نسبت به نوع زمینیِ آن، افزایش‌می‌دهد.
بمباران نوترونی در هسته‌ها و رآکتورهای کوچک‌تر، به دلیل حرکت محدودتر نوترون‌ها دشوارتر است. از این رو در رآکتور ناوگان‌های دریایی با بهره‌مندی از هسته‌های کوچک‌تر، اورانیم غنی‌شدهٔ بیشتر مورد نیاز خواهد بود. سوخت غنی‌شدهٔ بیشتر، واکنش هسته‌ای را پایان‌ناپذیرتر می‌کند.
در برخی از رآکتورهای دریایی به منظور جلوگیری از تخریب‌های حاصله از واکنش‌های زنجیره‌ای پایان‌ناپذیر هسته، از اورانیومِ کمتر غنی‌شده بهره می‌برند که این امر منجر به افزایش میزان سوخت‌گیریِ شناور می‌شود. با این احوال، سوختِ رآکتورِ بیشترِ زیردریایی‌های آمریکایی، اورانیم با غنای ۲۰ تا ۹۶ درصد است، که نتیجهٔ آن هسته‌های کوچک‌تر و سروصدای کمتر خواهد بود. این، برای یک زیردریایی نظامی مزیت بزرگی به‌حساب می‌آید. با استفاده از سوخت بیشتر غنی‌شده، قدرت رآکتور افزایش یافته و در مقابل نیاز به سوخت‌گیری زیاد، کاهش می‌یابد. اما کل عملیات گران‌تر و از لحاظ آسیب‌های هسته‌ای، خطرناک‌تر می‌شود.
یک رآکتور هسته‌ای دریایی باید به میزان بالایی خودکفا بوده و در تعمیرات و نگهداری خود بی‌نیاز از بندرِ پهلوگیری باشد. مشکل اصلی در این رآکتورها انتخاب یک متعادل‌ساز مناسب است تا در برابر آسیب‌های تابشی، مقاومت لازم را داشته و دیرتر از بین برود. برخلاف رآکتورهای زمینی که از سرامیک اورانیوم دی‌اکسید برای پوشش میله‌های کنترل (Control Rods) استفاده می‌شود، در رآکتور دریایی از آلیاژهای زیرکونیومی استفاده می‌شود. هسته با سوختِ اورانیوم بسیار غنی‌شده و «سم اشتعال‌پذیر» ِ تولیدشده در اثر واکنش‌ها، که به آهستگی می‌سوزد و واکنش را متعادل می‌کند، به چرخهٔ مناسب فعالیت دست پیدا می‌کند. از بین رفتنِ تدریجیِ سم مذکور، در واقع باعث افزایش واکنش‌پذیری هسته شده تا نقشِ متعادل‌ساز را در کاهش واکنش‌پذیری جبران نموده و سبب بهبود مصرف سوخت شود. عمرِ مخزنِ تحتِ فشارِ رآکتور هم، با به‌کارگیریِ یک سپر نوترونی در داخلِ مخزن و جلوگیری از آسیب‌هایِ حاصل از بمباران نوترونی به دیوارهٔ آن، افزایش می‌یابد.
دولت بریتانیا در دسامبر ۲۰۱۷ با اعلامِ اختصاصِ مبلغ ۱۰۰ میلیون پوند به منظور توسعهٔ چنین نیروگاه‌هایی در خشکی، از پیشگامانِ گسترش این فناوری است. شرکت رولز رویس، از شرکت‌هایی است که در زمینهٔ تولید نیروگاه‌های دریایی با قدرت بالاتر از ۱۰۰ مگاوات فعالیت داشته‌است. با حذف محدودیت‌های راه‌اندازی نیروگاه‌های مشابه با نیروگاه‌های دریایی بر روی خشکی، هزینهٔ این راه‌اندازی‌ها بسیار کمتر و مقرون به صرفه‌تر خواهند شد.

## طرح‌های آینده
روسیه نیز در آینده از پیشتازان ساخت نیروگاه‌های شناور با دو واحد MWe 35 برپایهٔ رآکتور KLT-40 برای کشتی‌های یخ‌شکن خود است. این کشتی‌ها هر چهار سال یک‌بار سوخت‌گیری خواهند کرد. حتی برخی از کشتی‌های دریایی روسیه برای تأمین برق مناطق و جزایر دورافتادهٔ سیبری، چه در ابعاد صنعتی و چه مسکونی به‌کار گرفته خواهند شد.

## قوانین و مسئولیت‌های بین‌المللی
چون عواقب سوانح احتمالی در این شناورها، ممکن است ابعاد بین‌المللی و فرامرزی پیدا کند، مسئولیت و قوانین بین‌المللی (مثل بیمه) در مورد آنها سخت گیرانه تر است. توافق بین‌المللی سال ۱۹۶۲ با عنوان «کنوانسیونِ بروکسل مسئولیتِ کشتی‌های هسته‌ای» به خاطر مخالفت آمریکا در گنجاندن کشتی‌های نظامی تحت کنوانسیون، هرگز به تصویب نرسید. شناورهای هسته‌ای آمریکا تحت نظارت Price Anderson Act بیمه می‌شوند.

## شناورهای هسته‌ای نظامی
تا سال ۱۹۹۰، میزان رآکتورهای دریایی و عمدتاً نظامی، بیشتر از رآکتورهای تجاری موجود در خشکی‌ها بود.

### تاریخچه

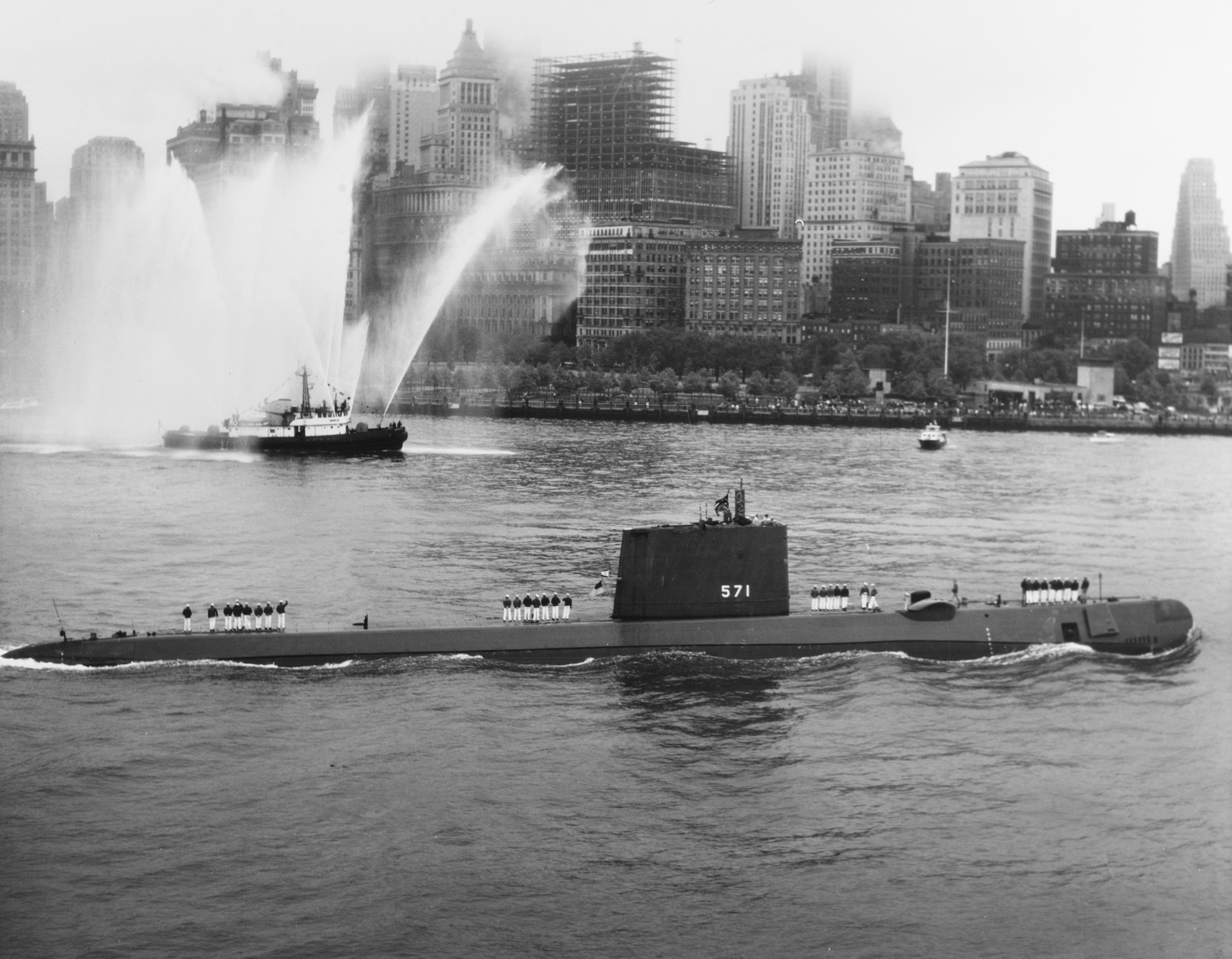
یواس‌اس ناتیلوس در بندر نیویورک، ۲۵ اوت ۱۹۵۸. ناتیلوس اخیراً یک سفر قطبی در قطب شمال انجام داده‌است. (عکس از ارتش ایالات متحده).

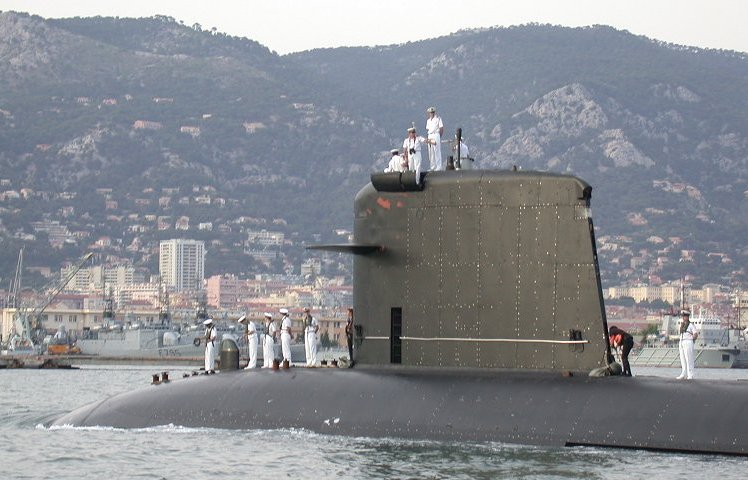
زیردریایی فرانسوی Saphir

در سال ۱۹۴۰، تحت مدیریت کاپیتان (سپس دریاسالار) Hyman G. Rickover طراحی، توسعه و تولید رآکتورهای دریایی شناور در ایالات متحده آغاز شد. نخستین پیش نمونهٔ ساخته شده از این دست در سال ۱۹۵۳ در تأسیسات هسته‌ای دریایی آیداهو (سپس آزمایشگاه ملی آیداهو) مورد آزمایش قرار گرفت.

### زیردریایی‌ها
نخستین زیر دریایی هسته‌ای، یواس‌اس ناتیلوس (اس‌اس‌ان-۵۷۱)، در سال ۱۹۵۵ به آب انداخته شد. (N در پایان واژهٔ SS [برای زیردریایی] نشانگرِ هسته‌ای بودن زیردریایی بود.
اتحاد جماهیر شوروی نیز ساخت زیردریایی‌های هسته‌ای را توسعه داد. Project 627 و November Class هسته‌ای و K-3 Leninskiy Komsomol را می‌توان در این خصوص مطرح کرد.
انرژی هسته‌ای منجر به تحولی عظیم در صنعت زیردریایی سازی شد. به طوریکه زیردریایی‌ها از شناورهایی که فقط برای مدتی کوتاه قادر به ماندن در زیر آب بودند، به یکباره به زیردریایی‌های واقعی که برای ساعت‌ها و روزها امکان حرکت در زیر آبها را داشتند، مبدل شدند. این توانایی را می‌توان با مطرح کردنِ نام زیردریایی آمریکاییِ USS Triton شرح داد. این زیردریایی برای نخستین بار موفق به عملیات Circumnavigation موسوم به Operation Sandblast برای کل کرهٔ زمین شد.
ناتیلوس، با یک رآکتور آب فشرده (PWR)، منجر به توسعهٔ همزمان زیردریایی‌هایی با رآکتورهای نوع فلز مایع شد. نمونهٔ منحصر به فرد آنها
یواس‌اس سی‌ولف , USS Triton با دو رآکتور توسعه‌یافته، زیردریایی کلاس اسکیت یا یک رآکتور و کشتی یواس‌اس لانگ بیچ مجهز به دو رآکتور بودند که تا سال ۱۹۶۱ معرفی شدند.
تا سال ۱۹۶۲، ایالات متحده صاحب ۲۶ فروند زیردریاییِ هسته‌ای تحت عملیات و ۳۰ فروند تحت ساخت بود. درحالی‌که آمریکا در حال به اشتراک‌گذاری این فناوری با انگلستان بود، کشورهای فرانسه، شوروی، هند و چین به‌صورت جداگانه در حال توسعهٔ ناوگان‌های دریایی هسته‌ای خود بودند.
پس از کلاس اسکیت، زیردریایی‌های آمریکایی با تک‌رآکتورهای طراحی‌شده توسط وستینگهاوس و جنرال الکتریک مورد استانداردسازی قرار گرفتند. رولز رویس نیز در انگلستان زیردریایی‌های ناوگان بریتانیا را گسترش می‌داد تا این که سرانجام نمونه‌ای اصلاح شده از زیردریایی‌ها را تحت نام خود عرضه کرد: PWR-2 (با رآکتورهای آب فشردهٔ اصلاح شده)
تا به امروز، عظیم‌ترین زیردریایی هسته‌ای با ۲۶۵۰۰ تن وزن و با نام کلاس تایفون متعلق به روسیه؛ و کوچک‌ترین کشتیِ هسته‌ای در مقاصد نظامی با ۲۷۰۰ تن و با نام Rubis-class در اختیار فرانسه است.
زیردریایی NR-1، با ۴۰۰ تن وزن، کوچک‌ترین زیردریایی آمریکایی با مقاصد غیرنظامی است که در فاصلهٔ سال‌های ۱۹۶۹ تا ۲۰۰۸ فعالیت داشته‌است.

### هواپیمابرها
آمریکا و فرانسه دو کشوری هستند که صاحب ناوهای هواپیمابر هسته‌ای هستند.

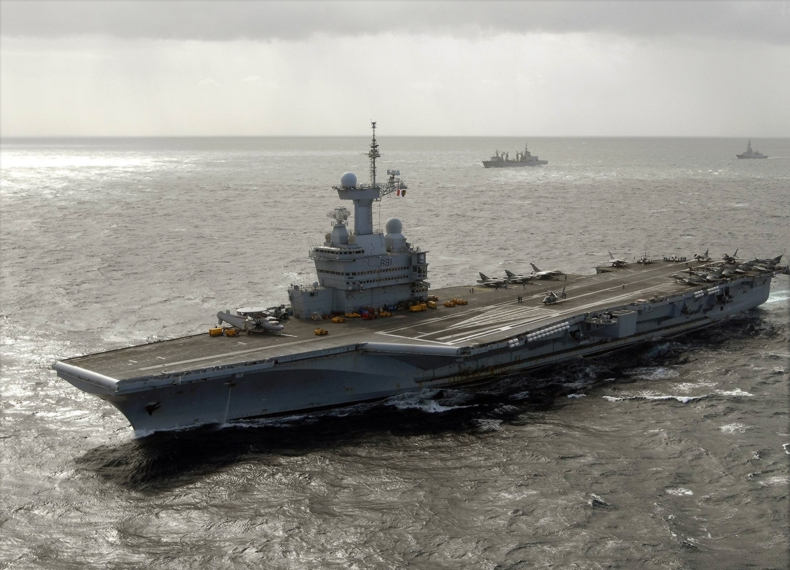
ناو هواپیمابر شارل دوگل از نیروی دریایی فرانسه

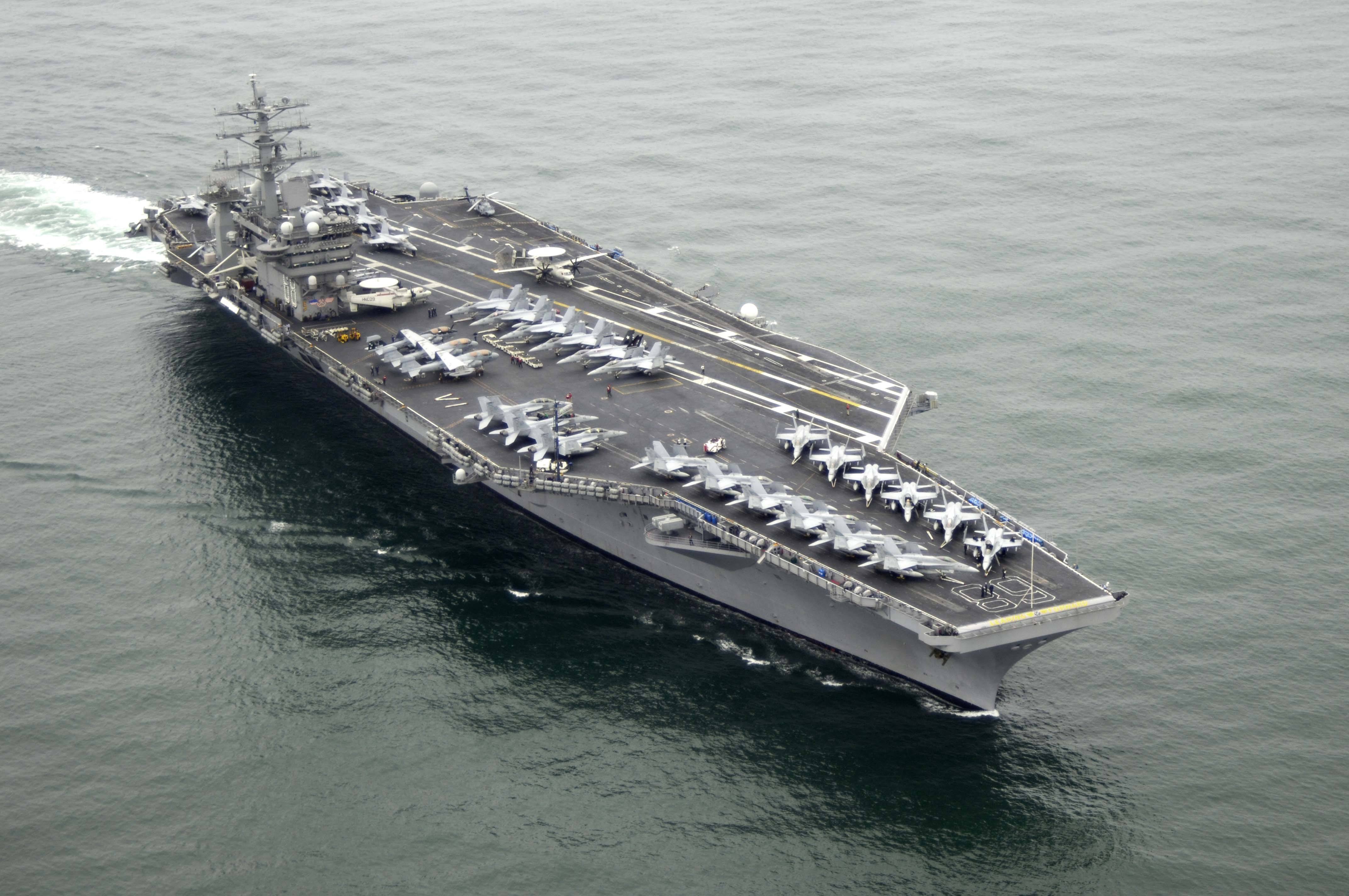
ناو هواپیمابر یواس‌اس نیمیتز، متعلق به آمریکا

- تنها ناو هواپیمابر فرانسوی ناو شارل دوگل است که در سال ۲۰۰۱ ساخته شد. (فرانسه در حال ساخت دومین ناو هواپیمابر خود است)[۷]
- نیروی دریایی ایالات متحده صاحب بزرگ‌ترین ناو هواپیمابر جهان به اسم یواس‌اس اینترپرایز است؛ که از سال ۱۹۶۲ تا به امروز مشغول فعالیت بوده و تنها ناوی است که بیش از دو رآکتور هسته‌ای (۸ رآکتور) به آن انرژی‌رسانی می‌کنند. با هر یک از رآکتورهای A2W (رآکتورهای هواپیمابر نسل دوم ساخت کمپانی وستینگهاوس) خود، جایگاه بسیار برتری نسبت به نمونه‌های اولیهٔ این فناوری یافته‌است. جدیدترین ناوهای آمریکایی با نام‌های کلاس نیمیتز و جرالد آر. فورد ساخته‌شده‌اند.

### در نیروی دریایی فرانسه
ناو هواپیمابر شارل دوگل، حامل یک کاتوبار (پرتابگر هواپیماهای جنگی از روی ناوها) و با وزن ۴۲ هزار تن، ناو هسته‌ای فرانسوی است که از سال ۲۰۰۱ مورد بهره‌برداری قرار گرفته‌است. این ناو حامل جنگده‌هایی همچون Dassault Rafale M، E-2C Hawkeye , EC725 Caracal T و AS532 Cougar و تجهیزات مرتبط با عملیات Combat search and rescue و همچنین موشک مدرن و الکترونیک Aster است.

### در نیروی دریایی ایالات متحده
حامل ۱۱ کاتوبار و تماماً هسته‌ای:
- کلاس نیمیتز: صد و یک هزار تن وزن، ۱۰۹۲ فوت طول. این کشتی دو رآکتور هسته‌ای را با قدرت تولید بخار برای توربین‌های چهار پره‌ای، حمل می‌کند.
- کلاس جرالد آر. فورد: صد و ده هزار تن وزن. ۱۱۰۶ فوت طول.

### در نیروی دریایی روسیه

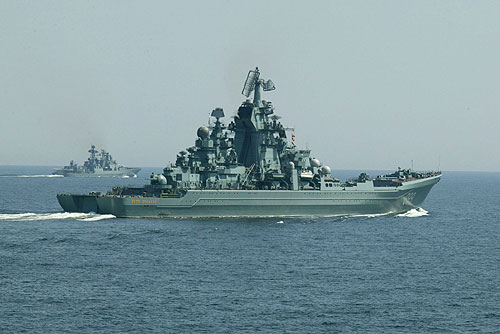
Pyotr Veliky - رزم‌ناو نبرد روسی

کلاس کیروف، متعلق به شوروی، Project 1144 Orlan (عقاب دریا)، نمونه‌ای از رزم‌ناو نبرد موشک‌اندازِ هسته‌ای متعلق به نیروی دریایی شوروی و روسیه، سنگین‌ترین و بزرگ‌ترین ناو از نوع مبارزهای سطحی (Surface Combatant) در جهان است. در میان کشتی‌های جنگی، این نوع ناو از لحاظ بزرگی پس از ناوهای هواپیمابر و مشابه با نبردناو قرار می‌گیرد. اتحاد جماهیر شوروی این نوع ناوها را با عنوانِ тяжёлый атомный ракетный крейсер یعنی «ناو هسته‌ایِ هدایتگرِ موشکِ سنگین» دسته‌بندی کرده‌است. در علوم نظامیِ غربی این ناوها بر اساس اندازه و ظاهرشان در دستهٔ بتل کروزرها قرار گرفته‌اند.

### در نیروی دریایی ایالات متحده
زمانی، ناوهای هسته‌ای، بخشی از ناوگانِ نیروی دریایی آمریکا را شکل می‌دادند. نخستین نمونه از این شناورها یواس‌اس لانگ بیچ (سی‌جی‌ان-۹) بود که در تابستان ۱۹۶۱ مورد بهره‌برداری قرار گرفت. این شناور نخستین ناوِ جهان از نوع Surface Combatant (مبارزهای سطحی) بود. یک سال پس از آن، USS Bainbridge راه این ناو را ادامه داد. زمانی که لانگ بیچ به عنوان یک ناو طراحی شده بود، Bainbridge با کدِ DLGN به عنوان ناو محافظ فعالیت خود را آغاز کرد. اگرچه مطابق با hull code، کدِ DLGN برای شناورهای تخریبگر (Destroyer Leader)، هسته‌ای و حامل موشک شناخته شده بود.
آخرین رزم‌ناوهای هسته‌ای آمریکا در میان سال‌های ۱۹۹۳ و ۱۹۹۹، به دلیل مخارج بالا در تعمیر و نگهداری بازنشسته شدند. چهار رزم‌ناو مشهور آمریکایی از Virginia class به این شرح بودند: USS Virginia سال ۱۹۷۶، USS Texas سال ۱۹۷۷، USS Mississippi سال ۱۹۷۸ و USS Arkansas سال ۱۹۸۰.

### کشتی‌های فرماندهی و ارتباطی

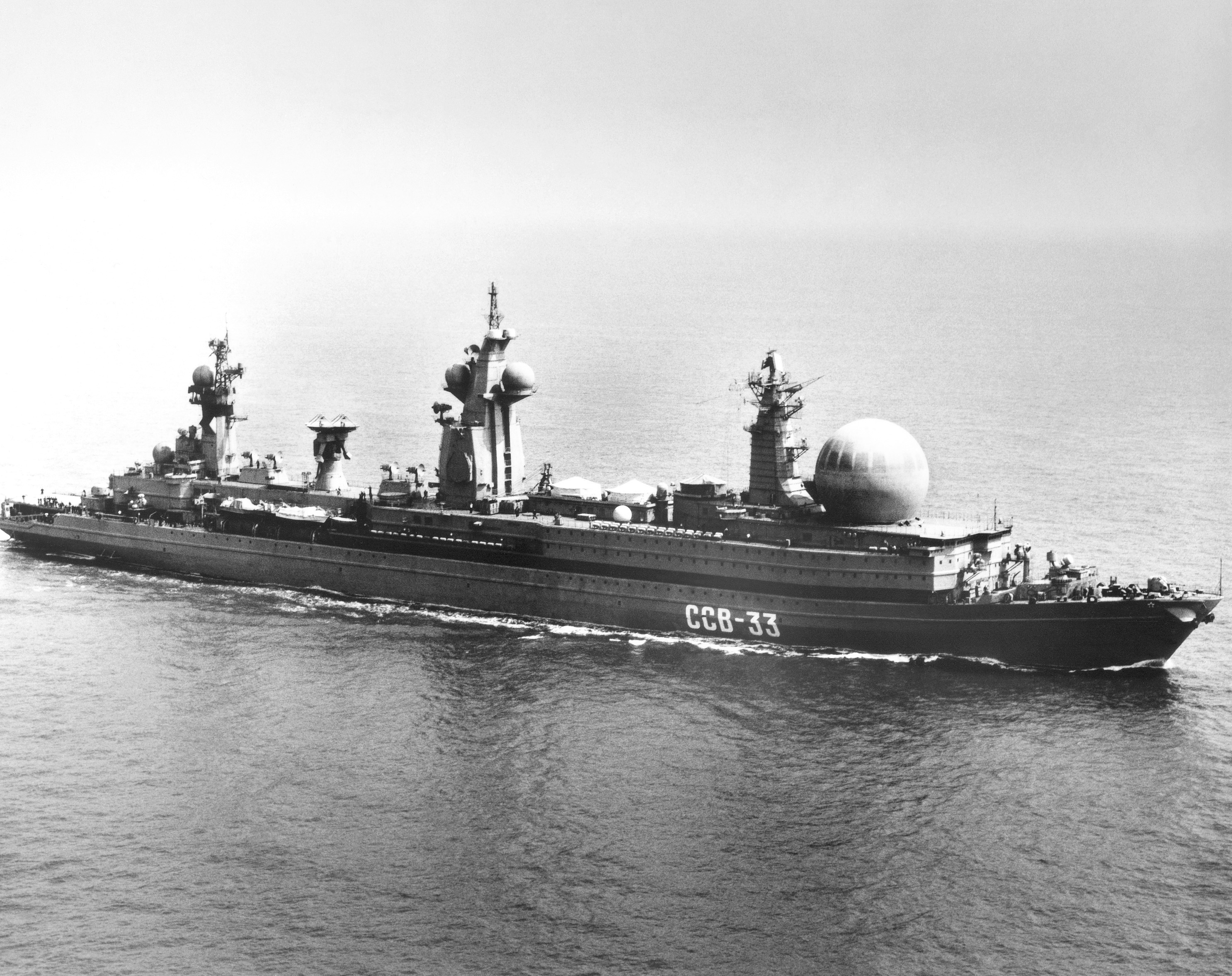
کشتی فرماندهی و ارتباطات SSV-33 Ural

SSV-33 Ural ناو ارتباطی و فرماندهی متعلق به اتحاد جماهیر شوروی بود. بدنهٔ این ناو و همچنین رآکتور هسته‌ای آن برگرفته از Kirov class بوده‌است. SSV-33 در زمینهٔ شنود الکترونیک، رهیابی موشکی، رهیابی فضایی و ارتباطات خدمت رسانی می‌کرد. هزینه‌های بالای عملیاتی به بازنشستگی آن منجر شد.
SSV-33 تنها حامل سلاح‌های دفاعی سبک با مقاصد دفاعی بود.

### زیردریایی‌های بدون سرنشین (UUV)
Posidon (روسی: Посейдон، "، نام ناتو، نام Kanyon)، یک زیردریایی بدون سرنشینِ هسته‌ای (Unmanned underwater vehicle) تحت طراحی و توسعهٔ Rubin Design Bureau، قادر به حمل بارهای معمولی و هسته‌ای می‌باشد. مطابق با ادعای تلویزیون دولتی روسیه، این زیردریایی قادر به حمل یک بمب کبالت ترمو هسته‌ای تا ۲۰۰ مگاتن است. (چهار برابر قدرتمندتر از Tsar Bomba به نمایش گذاشته شده و دو برابر بیشتر از ماکزیممِ تئوری هایِ نظریِ ارائه شده با این مضمون). هدف این زیردریایی محافظت و پشتیبانی نظامی از بنادر و شهرهای ساحلی است.

## کشتی‌های هسته‌ای غیرنظامی
در زیر چند نمونه از شناورهایی که با قدرت هسته‌ای برای مقاصد غیرنظامی مورد استفاده قرار گرفته‌اند معرفی می‌شود.

### کشتی‌های تجاری
این نوع از کشتی‌ها به جز چند مورد محدود، توسعهٔ چندانی نیافته‌اند. ان‌اس ساوانه ساخت ایالات‌متحده، تکمیل شده در سال ۱۹۶۲، از نخستین نمونه‌های ارائه‌شده‌ای بود که علی‌رغم هزینه‌های بالای نگهداری، چندان بزرگ نبوده و ارزش اقتصادی نداشته‌است. طراحی آن نه برای مقاصد باربری و نه حمل مسافر، چندان مناسب نبود.
Otto Hahn، کشتی هسته‌ای آلمانی بود که در طول ۱۰ سال با طی مسافت یک میلیون و دویست هزار کیلومتر در ۱۲۶ سفر دریایی بدون هیچ‌گونه مشکل فنی حضور داشته‌است. با این وجود به خاطر هزینه‌های بالای اقتصادی، موتور محرک آن از هسته‌ای به دیزلی تغییر ماهیت داد.
Mutsu، نمونه‌ای ژاپنی بود که به خاطر نشت تشعشعات رادیواکتیو از آن، مورد اعتراض ماهیگیران قرار گرفت.
هر سه کشتی فوق از اورانیم با غنای پایین استفاده می‌کردند.
Sevmorput، شناور هسته‌ای شوروی سابق و سپس از نوع شناورهای سبک روسیه بوده‌است. از ۱۹۸۸ در مسیرهای اکتشافی آبهای شمالی بوده‌است و از سال ۲۰۱۲ به عنوان تنها شناور غیرنظامی هسته‌ای مشغول به فعالیت است.
یکی از علل هزینه بردار بودنِ بهره‌برداری از این گونه شناورها نیاز به نیروی متخصص بیشتر نسبت به شناورهای عادی است که طبیعتاً هزینه‌های نگهداری و تعمیر را افزایش می‌دهد.
به تازگی تمایل به استفاده از ناوگان‌های هسته‌ای ایجاد شده و برخی پیشنهادها تهیه شده‌است. به عنوان مثال، Coaster یک طراحی جدید برای یک کشتی باربری هسته‌ای است.
در نوامبر ۲۰۱۰، British Maritime Technology و Lloyd's Register به همراه شرکت یونانی Enterprises Shipping and Trading SA مطالعاتی دوساله بر روی Hyperion Power Generation (در حال حاضر Gen4 Energy - آمریکایی) را برای بررسی عملیاتیِ شناورهایی با رآکتورهای کوچک، آغاز کردند.
این تحقیق قصد داشت تا به تولید یک طراحی مفهومی از یک تانکرِ شناور با رآکتور ۷۰ مگاواتی همانند Hyperion دست پیدا کند. تحقیقات، گذشته و اخیر صنعت هسته‌ایِ دریایی را بازبینی کرده‌اند و شرحی اولیه از طراحی مفهومی برای یک تانکر سوئذگذر (Suezmax) با تناژ مرده وزنِ ۱۵۵ هزار (155000DWT) ارائه می‌دهند که پایهٔ بدنهٔ آن از شناورهای معمولی است و حامل رآکتوری ۷۰ مگاواتی برای تولید قدرتی معادل با ۲۳٫۵ مگاوات برای شفت توربین، با میانگین MW 9.75، خواهد بود.
این رآکتور از نوع " نوترون سریع " با کنترل کنندهٔ "سرب-بیسموت اوتکتیک" با دوام سوختیِ ۱۰ ساله بوده و همچنین برآورد می‌شود که عمر مفید شناور به ۲۵ سال برسد.
با این احوال، تحقیقات برای بلوغ بیشتر نیاز به مطالعات بیشتر دارد.

### کشتی‌های یخ‌شکن
اتحاد جماهیر شوروی و روسیه امروزی از یخ‌شکن‌های هسته‌ای به منظور تحقیقات علمی در آب‌های شمالی سرزمین خود بهره‌های بسیاری برده‌اند.
یخ‌شکنِ Lenin نخستین کشتی یخ‌شکنِ هسته‌ای جهان در سال ۱۹۵۹ بوده و ۳۰ سال فعالیت داشت. (رآکتورهای جدید در سال ۱۹۷۰ نصب شدند). پس از آن و در ۱۹۷۵ یخ‌شکن‌های بزرگتر از کلاس Arktika با وزن ۲۳٫۵۰۰ تن ساخته‌شدند. (۶ شناور) این شناورها حامل دو رآکتور بوده و در یخ‌های عمیق شمالی به فعالیت پرداختند. NS Arktika نخستین شناور یخ‌شکنی بود که به [دورترین مناطق] در قطب شمال رسید.
به منظور یخ‌شکنی و شناور شدن در آب‌های کم‌عمق رودخانه‌ای یخ‌شکن‌های Taymyr class در فنلاند ساخته می‌شوند و در روسیه رآکتورهای آن‌ها را نصب می‌کنند.

#### یخ‌شکن‌های هسته‌ای
تمام یخ‌شکن‌های شناخته شدهٔ هسته‌ای توسط اتحاد جماهیر شوروی یا روسیه ساخته شده‌اند.
- 1959-1989 Lenin: در موزهٔ دریایی
- Arktika 1975-2008: غیرفعال
- Sibri 1977-1992: اوراق شده
- Rossiya 1985-Today
- Yamal 1986-Today
- Taymyr 1989-Today
- Vaygach 1990-Today
- Sovetskiy Soyuz 1990-2014
- 50Let Probedy 2007-Today
- Arktika
- Sibri: برنامه‌ریزی شده برای ۲۰۲۰